# 罔象
罔象，亦作“ 罔像 ”“魍象”。古代传说中的水怪或谓木石之怪。
木石之怪一派說法是一种专食亡人肝脑的动物，出入于陵墓，而松柏可以使尸体避易，遠離罔象的危害。据记载，秦始皇的骊山陵上就种植大量的松柏。

## 水怪說
孔子曰:「丘之所闻者,羊也,丘闻之木石之怪夔蝄蜽,水之怪龙罔象,土之怪羵羊也。」
- 《国语·鲁语下》：“水之怪曰龙、罔象。” 韦昭注：“或曰罔象食人，一名沐肿。”
- 《庄子·达生》：“水有罔象。” 陆德明释文：“司马本作‘无伤’一云：水神名。
- 後古借稱為形容詞水流宏大的样子。《楚辞·远游》：“览方外之荒忽兮，沛罔象而自浮。” 朱熹集注：“罔象，水盛貌。”

## 山怪說
- 《文选·张衡<东京赋>》：“残夔魖与罔像，殪野仲而歼游光。” 薛综注：“罔象，木石之怪。”状如小儿，赤黑色，赤爪，大耳，长臂。”
- 宋 梅尧臣 《送圣民学士知登州》诗：“ 始皇安得长，阴怪役罔象。”
- 《楚辞·远游》：“览方外之荒忽兮，沛罔象而自浮。”

## 其他
其他出現罔象名詞有時是照義意解，虛妄之象意思。南朝·齐·张融 《答周颙书》：“但敷生灵以竦志，庶足下罔象以扪珠。”
道教指虚无之象，在道教丹法中又指出神开天窗时，思维意识活动处于相对静止，达到忘我的状态。《性命圭旨》：“罔象者，忘形之谓也”。晋支遁《咏怀诗》：“道会贵冥想，罔象掇玄珠。”又“迈度推卷舒，忘怀附罔象。”
另有同“ 象罔 ”一詞的古書誤用顛倒。《庄子》寓言中的人物。见《庄子·天地》。

## 罔象研究
漢代以前，夔、罔兩是木石之怪，龍、罔象是水之怪。相較夔龍有具體的形象，罔兩罔象偏向無形之怪。甚至有形容詞的趨向：如象罔與影罔兩。
也因為無形，所以不像夔龍被以文字與圖像留存下來，而見於口述與儀式中。
漢初，各知識份子無不在作「文化重整」的工作，此時的罔象罔兩偏向不分混用的狀態，但到了東漢，罔兩是顓頊的不肖子孫瘟疫、魍象則是食肝腦的墓壙之怪，而這兩件事都是由方相氏執行的，這與先秦形象大相逕庭的設定已基本底定。直到唐初都是，而且東渡日韓。至唐中期左右，方相氏式微，驅鬼除煞的工作轉由鍾馗。而瘟疫則是由其他人格神代之。罔象由厚葬的漢到薄葬的六朝，到唐代已不再被重視，只剩史書類書提及。罔兩則在山林丘陵較多的東南山區繼續以山林精怪的形象被傳述，但罔兩這個詞已重新質變為魍魎，被並稱魑魅魍魎，變成魅惑人心惡作劇等級的小鬼。跨過台灣海峽，在台灣與當地的矮靈融合變成魔神仔。
即，罔象罔兩從各司其職的自然精怪形象，經歷了罔象罔兩不分，罔兩瘟疫化，罔象喪葬化，最後在唐代，罔兩變小鬼延續至今，罔象則隨文化儀式與職掌對象的轉變而隨之式微，只剩極小塊保留在史籍類書與地方文化，還有一部分宗教需求。
罔象（罔兩）文化，表達出初民對自然環境的恐懼與敬畏，需要一個具體化的代稱來指涉。水中有罔象（無傷），要小心不要靠近，類似的意思。它不是鬼、不是妖怪，而是「精怪」，是與自然同等存在，相對於人類的「怪」。而同樣的精神與態度，因應時代轉變，從木石與水這種自然環境的懼怕，變成疫病與喪葬，一種「可預防」「可有所作為」的二元對抗，從漢代的「重新定義」，再隨著六朝隋唐這種「外來勢力」的大混血、大洗牌，其實許多原本詩經楚辭的「古典時代」也陸續被取代了，罔象便是其一。
1. ↑  孔子家語_簡體 智慧寶庫